# Пол Оскар
Пол Оскар (англ. Paul Oscar), справжнє ім'я Патль Оускар Г'яульмтіссон (ісл. Páll Óskar Hjálmtýsson; *16 березня 1970, Рейк'явік) — ісландський попвиконавець. 1997 року представляв Ісландію на пісенному конкурсі Євробачення в Дубліні, виконавши пісню Minn hinsti dans (Мій останній танець).
Вже у віці семи років Пол записав свій перший альбом. 1982 року дебютував у мюзиклі Rubber Tarzan.

## Особисте життя
У 13 років він зрозумів, що вважає чоловіків привабливими, і в 16 здійснив камінг-каут як гей перед своєю родиною.

## Дискографія
Альбоми
- Stuð (1993)
- Palli (1995)
- Seif (1996)
- Deep Inside (1999)
- Ef ég sofna ekki (2001) (спільно з арфісткою Монікою Абендрот (Monika Abendroth))
- Ljósin heima (2003) (з Монікою Абендрот та Сігрун Г'яульмтісдоуттір (Sigrún Hjálmtýsdóttir; Diddú))
- Allt fyrir ástina (2007)
- Silfursafnið (2008)

Сингли
- Minn hinsti dans (1997)
- Allt fyrir ástina (2007)
  - Allt fyrir ástina (2007)
  - International (2007)
  - Betra Lif (2007)
  - Er þetta ást? (2008)
  - Þú komst við hjartað í mér (2008)
- Silfursafnið (2008)
  - Sama hvar þú ert (2008)